# Перший Кременчуцький окремий винищувальний батальйон
Перший Кременчуцький окремий винищувальний батальйон (місто Кременчук) – один з винищувальних батальйоні в часи Великої Вітчизняної війни, завданнями якого була охорона важливих народногосподарських об’єктів - заводів, фабрик, залізничного вузла, а також боротьба із шпигунами та диверсантами. 
Перший Кременчуцький окремий винищувальний був організований  у липні 1941 року в Кременчуці та дислокувався у приміщенні міського управління міліції, колишньому будинку кондитера Силаєва. В його рядах нараховувалося до 300 бійців. Командиром батальйону був колишній начальник 1-го відділку міліції Г.Сіряченко, комісаром - директор середньої школи №1 І.Коваленко, начальником штабу - В. Фільщинський, який до війни працював у Тсоавіахімі. При наближенні фронту до міста батальйон був переданий дивізії народного ополчення, а пізніше влився у лави Червоної Армії.

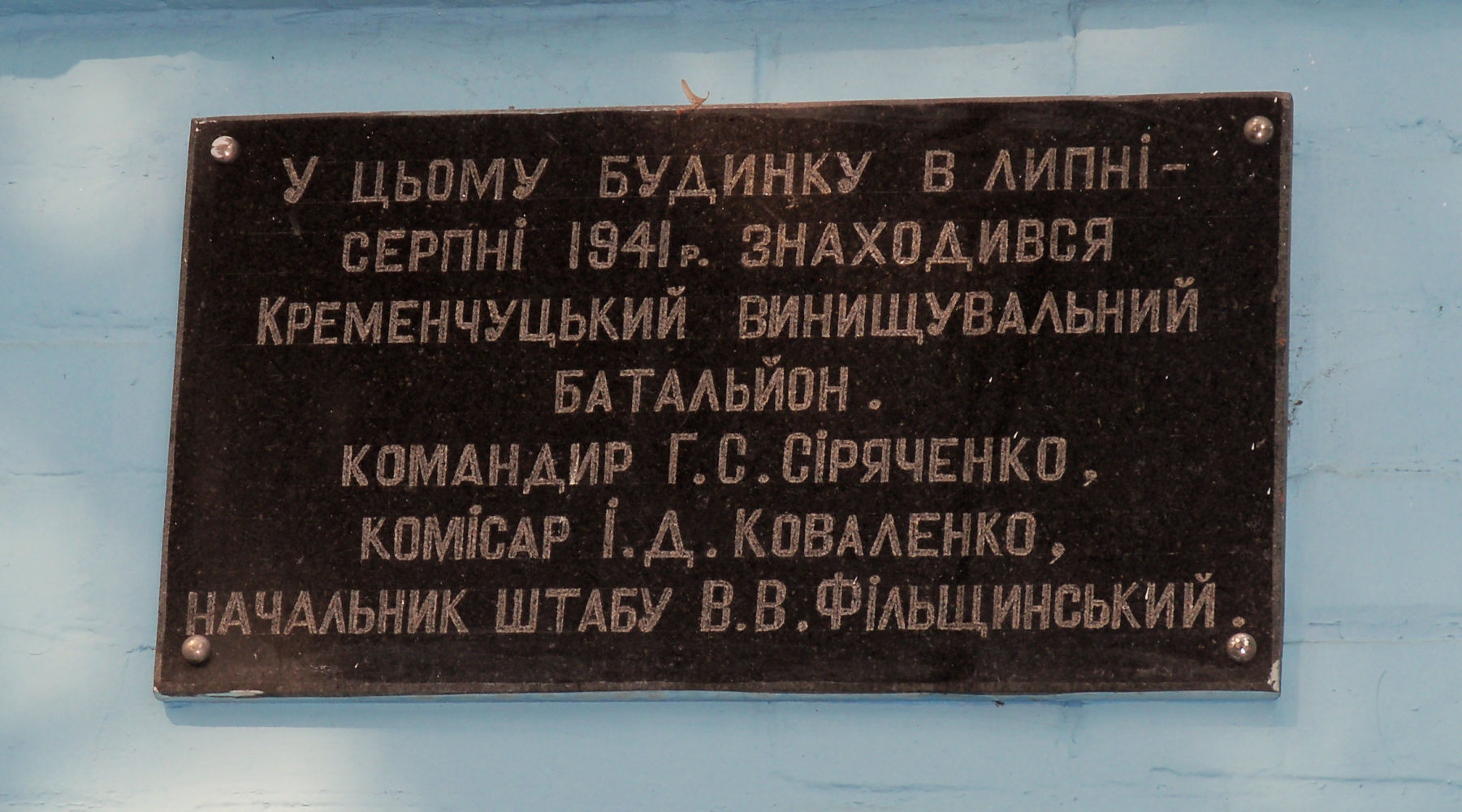
Меморіальна дошка винищувальному батальйону, встановлена 1995 року

У 1995 р. на будівлі Першого Кременчуцького окремого винищувального батальйону (Вулиця Жовтнева (Кременчук), 8/54) встановлено меморіальну дошку з написом: «У цьому будинку в липні - серпні 1941 р. знаходився Кременчуцький винищувальний батальйон. Командир Г.С.Сіряченко,  комісар І.Д. Коваленко, начальник штабу В.В. Фільщинський».